# دم‌خاری پشت‌زنگاری
دم‌خاری پشت‌زنگاری (نام علمی: Cranioleuca vulpina) نام یک گونه از سرده دم‌خاری‌های نمادین است.